# Ирка Хортица — суперведьма!
"Ирка Хортица — суперведьма!" — серия остросюжетных фэнтезийных книг для подростков, основанных на славянском, в том числе украинском фольклоре. Создана украинским супружеским дуэтом Илоной Волынской и Кириллом Кащеевым (настоящая фамилия Шиховы), историками по образованию.

## Создание
Серия была задумана, как украинский ответ серии о Гарри Поттере. В книгах рассказывается о приключениях троих друзей — двенадцатилетней ведьмы-полубогини Ирки Хортицы, ведьмы Таньки и воина сновидений Богдана. Авторы считают свою книгу не только художественным произведением, но и способом рассказать молодым читателям об украинской культуре; по их словам, они используют в книгах древние заговоры и фольклорных персонажей.

## Публикация
Серия издавалась на Украине на украинском языке издательством «Ранок» под названием «Iрка Хортиця — надніпрянска відьма» и на русском языке харьковским издательством «Книжный клуб» под названием «Ирка Хортица — наднепрянская ведьма». Издаётся в России с 2009 года под названием «Ирка Хортица — суперведьма!» издательством ЭКСМО. Начиная с 8 книги серия выходит только в ЭКСМО. Издательство развернуло активную кампанию по продвижению серии, в том числе размещая рекламные щиты в школах. По официальной информации издательства, в серии планируется 13 книг.

## Книги серии
Первые шесть книг серии в российских изданиях вышли в трёх томах (по две повести в томе), последующие — по одной повести в томе. Названия книг в российских вариантах могут отличаться от украинских. Далее названия книг, изданных на Украине на русском языке, приводятся в скобках.

### 1 книга. Фан-клуб колдовства (Сезон охоты на ведьм)
Ирка Хортица — обычная школьница, которая оказалась в центре невероятных событий. Девочку похитила робленная ведьма Рада Сергеевна и колдовской менеджер Аристарх Теодорович, чтобы с её помощью убить бизнесмена Иващенко. Именно они рассказали ей, что она — надднепрянская ведьма.
На украинском языке издано в 2007 году под названием Сезон полювання на відьом.

### 2 книга. Ведьмино наследство (Ведьмин дар)
Обычно маленькая ведьма получает силу по наследству, но есть и другой путь — получить в дар от умирающей ведьмы. Подруге Ирки Хортицы — Таньке, удалось перехватить Дар в ночь на Ивана Купалу. Теперь у неё начнётся другая жизнь — но только если в течение девяти дней она сможет защититься он многочисленных робленных и двух рожденных ведьм, которые решили во что бы ты ни стало отобрать Дар у девочки.
На украинском языке издано в 2007 году под названием Відьмин дар.

### 3 книга. Цена волшебства (Колдовство по найму)
Юные волшебники согласились помочь уже знакомому бизнесмену Иващенко отыскать сумму, которую его компаньон перевел в другой банк, а сам бесследно исчез. Только вот гадальные карты показывают две загадки вместо одной. А ведь еще есть полчища ничек и странный мужчина с рубиновым перстнем, который решил устроить ловушку для Ирки.
На украинском языке издавалось под названием Чаклунство за наймом.

### 4 книга. Ведьмино наследство (Остров оборотней)
Ирка Хортица столкнулась с неожиданной проблемой — иногда она просто перестает управлять своими способностями, и тогда её пальцы превращаются в когти, а человеческая голова превращается в собачью. Ирке нужно срочно научиться контролировать новые способности — ведь враги юной ведьмы не дремлют..
В издание «Ведьмино наследство», куда входит 3 и 4 книга, включен также «Краткий колдовской словарь» и «Малая книга заклятий Ирки Хортицы».
На украинском языке издавалось под названием Острів перевертнів.

### 5 книга. Колдовской квест (Игры по-взрослому / Невеста на закуску)
«Колдовской квест» — игра, участвовать в которой могут только ведьмы, колдуны или магические существа. Ирка поддалась на уговоры друзей и попала в прошлое, где все стремятся женить юную ведьму..
События пятой и шестой книги цикла происходят в украинском городе Каменец-Подольский. Администрация города наградила авторов почётной грамотой за популяризацию традиций Каменец-Подольского и края в целом.
На украинском языке издавалось под названием: Наречена на закуску.

### 6 книга. Магия без правил (Ведьмин круг)
Ирка, Богдан и Танька должны любой ценой пройти «Колдовской квест» — иначе они погибнут или навсегда останутся в плену коварного заклятия. Друзья юной ведьмы забыли о том, кто они, а сама Ирка постепенно превращается в упырицу.
На украинском языке издавалось под названием: Відьмине коло.

### 7 книга. Воин сновидений (Дикая охота / Апокалипсис отменяется)
Ирка, Танька и Богдан хотели вернуться домой, но границы реальности были нарушены, и ужасные демоны прорвались из чужого мира. Героям приходится бороться с Владычицей Чумой, Буняком Шелудивым (напоминающее Вия чудовище со смертоносным взглядом, прототипом которого послужил половецкий хан Боняк), Костеем Бездушным — воплощением смерти, готовым съесть все на свете Выродом и двенадцатиглазым, «плюющимся» огнём демоном Ховало.

### 8 книга. Тень дракона
Таня давно хотела поэкспериментировать со старинными гаданиями. Она уговаривает лучшую подругу — Ирку — прочитать приворотный заговор. Обряд сопровождался жуткими событиями, но, похоже, сработал. Правда, ухажёры у девушки получились очень странные. Но еще больше ситуацию осложняет то, что один из них убийца ведьм — Спиридон.

### 9 книга. Повелительница грозы
Ирка больше не хочет быть ведьмой потому что из-за магии сплошные проблемы. Но из иного мира проникают змей и богатыри, и разобраться с этим может только ведьма.

### 10 книга. Гость из пекла
Ирка долго мечтала о возвращении мамы из Германии. Наконец, она приехала вместе с новым мужем. Мама просит Ирку помочь отчиму в его делах, но оказывается, что она не знает, за кого вышла замуж, ведь её новый муж — самый настоящий чёрт.

### 11 книга. День рождения ведьмы
Второго мая у Ирки день рождения, в этот день она станет полноправной ведьмой-хозяйкой. А еще к ней в гости обещал прилететь Айт, Великий Дракон Вод. Однако подготовиться к такому празднику непросто, ведь Ирка должна правильно выполнить все весенние обряды: почтить предков, помянуть беспокойных покойников и призвать к порядку русалок — только тогда весна превратится в щедрое, урожайное лето, а совершеннолетие ведьмы-хозяйки станет настоящим праздником для её земли. Ирка, её друзья и даже бывшие враги очень старались сделать все, как нужно, но что-то идёт не так.

### 12 книга. Спасти дракона
Ирка Хортица — дочь языческого бога Симаргла, хозяйка наднепрянской магии и ведьма-оборотень. Ирка отправляется в негостеприимный мир Ирий, чтобы спасти Великого Дракона Вод Айта, но очень быстро сама попадает в плен. А оставшиеся в этом мире лучшие друзья Ирки, Танька и Богдан, столкнулись с новыми проблемами и опасными старыми тайнами. Им всем приходится решать трудности и выбираться из Ирия.

### 13 книга. Долг ведьмы
Он появился в Ирии почти десять лет назад, и ужасные твари выходят из него, сея хаос и смерть. Чудовища служат своему господину, загадочному Прикованному. А его судьба и будущее двух миров зависят от решения юной ведьмы Ирки Хортицы. В компании друзей она путешествует по Ирию, в то время как Прикованный и Табити строят один план за другим, пытаясь взять Ирку под контроль — или уничтожить. Но справиться с хортицкой ведьмой не так просто!

### 14 книга. Выбор ведьмы
Долгий путь прошла Ирка Хортица — от обычной девчонки до могущественной ведьмы, которой предстоит решать судьбы богов и миров. Готова ли она к такой ответственности? Никто спрашивать не станет. Ирке предстоит встреча с Табити Змееногой, легендарной владычицей Ирия, и еще одна встреча — с повелителем Мертвого леса, тем, кто управляет бесконечными ордами чудовищ. Война между Табити и Прикованным началась еще до рождения Ирки, но именно она должна будет положить ей конец. И от решения тринадцатилетней девушки зависит будущее двух миров… и ее собственное будущее.